# Nazionale maschile di hockey su ghiaccio della Bulgaria
La nazionale di hockey su ghiaccio maschile della Bulgaria (Българският национален отбор по хокей) è controllata dalla Federazione di hockey su ghiaccio della Bulgaria, la federazione bulgara di hockey su ghiaccio, ed è la selezione che rappresenta la Bulgaria nelle competizioni internazionali di questo sport.